# 에치젠오노역
에치젠오노역(일본어: 越前大野駅)은 일본 후쿠이현 오노시에 위치한 서일본 여객철도 에쓰미호쿠 선의 철도역이다. 섬식 승강장 1면 2선의 구조를 갖춘 지상역이다.

## 타는 곳
| 1 | ■ 에쓰미호쿠 선 | 상행 | 후쿠이 방면   | 대피 때만 |
| 2 | ■ 에쓰미호쿠 선 | 상행 | 후쿠이 방면   |           |
| 2 | ■ 에쓰미호쿠 선 | 하행 | 구즈류코 방면 |           |

## 역 주변
- 오노 시청
- 오노 성
- 오노 간이 재판소
- 오노 시 문화회관

## 역사
- 1960년 12월 15일 : 일본국유철도 에쓰미호쿠 선이 가도하라역까지 개통함과 동시에 개업. 여객 · 화물 취급을 개시.
- 1982년 11월 15일 : 화물 취급 폐지.
- 1987년 4월 1일 : 일본국유철도 분할 민영화에 의해, 서일본 여객철도가 승계.
- 2004년
  - 7월 18일 : 호우에 의해 에쓰미호쿠 선 전 노선 운행 중지에 의해, 당 역도 영업 정지.
  - 7월 20일 : 당 역부터 구즈류코역 사이에 열차 운행이 재개되어, 당 역도 영업 재개.
  - 9월 11일 : 미야마역부터 당 역 사이에 열차 운행 재개.
- 2007년 6월 30일 : 마지막까지 미개통되었던 이치조다니역 - 미야마 역 간 복구가 완료되어, 3년만에 에쓰미호쿠 선 전면 개통.
- 2008년 6월 1일 : 이 역에 놓여져있던 애치젠오노 철도부가 폐지되어, 후쿠이 지역 철도부가 관할함.
- 2014년 2월 26일 : 이 날을 기해서 키오스크 폐점.

## 인접 역
| 서일본 여객철도 에쓰미호쿠 선       | 서일본 여객철도 에쓰미호쿠 선 | 서일본 여객철도 에쓰미호쿠 선 |
| ----------------------------------- | ----------------------------- | ----------------------------- |
| 기타오노 후쿠이 · 에치젠하난도 방면 | ■ 구즈류코 선                 | 에치젠타노 구즈류코 방면      |